# Korpusware
Als Korpusware bezeichnet man in der Silberwarenproduktion, im Silberwarenhandel und -verkauf sowie in der Versicherungsbranche alle Gefäße, Platten, Kandelaber, Tafelaufsätze, aber auch Ehrengeschenke, Kirchensilber, Dosen, Sportpreise etc.
Der Begriff bezeichnet also den Bereich voluminöserer Silberwaren, um diesen von Besteck, Schmuck und anderen Kleingegenständen aus Silber abzugrenzen. Er hat sich erst mit der industriellen Fertigung im 19. Jahrhundert verbreitet und wird daher für älteres, rein handwerklich gefertigtes Silbergerät, das ja nur selten Gegenstand des Handels und somit in der Regel keine Ware im engeren Sinne war, weniger verwendet.
Im angelsächsischen Sprachgebrauch wird entsprechend zwischen hollow ware (Korpus) und flatware (Besteck) unterschieden.